# Dardanos (Sohn des Zeus)
Dardanos (altgriechisch Δάρδανος Dárdanos, lateinisch Dardanus) ist nach der griechischen Mythologie ein Sohn des Zeus und der Atlantide (Tochter des Atlas) Elektra. Er gründete in der Troas an den Dardanellen die sagenhafte Stadt Dardania (Δαρδανία) oder Dardanos und gilt als der mythische Stammvater und Eponymos ebenso der troischen Dardaner wie der aus diesen hervorgegangenen Trojaner, schließlich durch Aeneas auch der Römer. Sein Heimatland war Arkadien, wo er mit seiner ersten Gattin Chryse, die bei ihrer Vermählung von Pallas Athene das Palladion und die Heiligtümer (sacra) der großen Götter als Mitgift erhalten hatte, den Deimas und Idaios gezeugt haben soll.
Er ist neben Deukalion und Ogygos einer der griechischen Fluthelden, welche jeweils eine große Sintflut überlebt haben sollen.
In uralten Zeiten herrschten zwei Brüder, Iasion (auch Iasios, Iasos, Iason oder gleichzusetzen mit Eëtion) und der jüngere Dardanos (auch Polyarches genannt), Söhne des Zeus und einer Nymphe, als Fürsten des Landes, welche den Atlas verehrten. Von diesen wagte Iasion als ein Göttersohn, ein Verhältnis zur Göttin Demeter zu entwickeln, und wurde zur Strafe für seine Kühnheit von seinem eigenen Vater mit einem Blitz erschlagen. Dardanos verließ, tief betrübt über den Tod seines Bruders, Reich und Heimat, wobei seine – zunächst wohl durch Überschwemmung und Hungersnot veranlasste – Auswanderung über unruhige See als Sühne begründet werden muss. Auf der Wanderung war die Insel Samothrake (das früher Dardania geheißen haben soll) im Ägäischen Meer für Dardanos und seinen Sohn Idaios angeblich nur Station, obgleich Dardanos auch mit dem Kabiren Kadmilos identifiziert wurde.
Auch von hier durch Überschwemmung vertrieben, wandten sie sich nach dem asiatischen Festland Phrygien; dort wurde Dardanos von König Teukros freundlich aufgenommen, fand Gnade bei der „idäischen“ Göttermutter und erlangte so den Schutz der Götter, und am Fuß des Idabergs gründete er daraufhin die Stadt Dardania. Mit seiner zweiten Gattin Bateia, der Tochter des Teukros (oder auch Arisbe von Kreta) zeugte er den Zakynthos, den Ilos und den Erichthonios, dessen Sohn Tros der Vater des Ilos, des Gründers von Troja, werden sollte. Dardanos wurde so zum Stammvater des troischen Königshauses, von dem Priamos sein Geschlecht ableitete, das auch Dardaniden genannt wird.
Nach späterer Sage stammte Dardanos aus der etruskischen Stadt Cortona, so dass Aeneas nach Italien als der Urheimat seines Geschlechts zurückkehrte.

## Bearbeitungen des Mythos
- Dardanus (1739), Oper von Jean-Philippe Rameau
- Dardanus (1784), eine Oper in vier Akten von Antonio Sacchini